# Episkopí, Pafos
Episkopí är en ort i Cypern.   Den ligger i distriktet Eparchía Páfou, i den sydvästra delen av landet, 90 km sydväst om huvudstaden Nicosia. Episkopí ligger 130 meter över havet och antalet invånare är 162. Den ligger på ön Cypern.
Terrängen runt Episkopí är kuperad. Trakten runt Episkopí är ganska glesbefolkad, med 25 invånare per kvadratkilometer. Närmaste större samhälle är Pafos, 9,5 km väster om Episkopí. Trakten runt Episkopí består till största delen av jordbruksmark.
Medelhavsklimat råder i trakten. Årsmedeltemperaturen i trakten är 22 °C. Den varmaste månaden är juli, då medeltemperaturen är 33 °C, och den kallaste är januari, med 11 °C. Genomsnittlig årsnederbörd är 572 millimeter. Den regnigaste månaden är januari, med i genomsnitt 123 mm nederbörd, och den torraste är augusti, med 2 mm nederbörd.